# Девадзе, Шукри Талибович
Шукри Талибович Девадзе (15 июля 1911, село Кведа-Агара, Батумская область, Российская империя — неизвестно, Тбилиси, Грузинская ССР) — советский аджарский государственный, партийный и хозяйственный деятель, председатель исполнительного комитета Кобулетского (1943—1952) и Шуахевского (1954—1955) районных Советов депутатов трудящихся Аджарской АССР, первый секретарь Шуахевского райкома партии (1954—1955), Грузинская ССР. Герой Социалистического Труда (1949). Депутат Верховного Совета Аджарской АССР.

## Биография
Родился в 1911 году в крестьянской семье в селе Кведа-Агара Батумской области. В 1933 году окончил Аджарскую партийную школу, после которой трудился инструктором-пропагандистом в Кедском райкоме. В последующие годы: служащий в Кедском райисполкоме (1935 — апрель 1936), участковый уполномоченный (октябрь 1936—1937), начальник Кедского районного отдела рабоче-крестьянской милиции (1937—1938). В 1939 году окончил Тбилисскую школу милиции в звании капитана милиции, после которой был назначен начальником Кобулетского районного отдела рабоче-крестьянской милиции. С 1941 года — следователь прокуратуры Кобулетского района, с 1942 года — председатель Кобулетского горисполкома.
6 мая 1943 года избран председателем Кобулетского райисполкома. В годы Великой Отечественной войны занимался оборонительными и мобилизационными мероприятиями. В послевоенное время восстанавливал сельскохозяйственное производство.
В 1948 году обеспечил перевыполнение в целом по району планового сбора урожая чайного листа на 19,5 %. Указом Президиума Верховного Совета СССР от 29 августа 1949 года удостоен звания Героя Социалистического Труда за «получение высоких урожаев сортового зелёного чайного листа и цитрусовых плодов в 1948 году» с вручением ордена Ленина и золотой медали «Серп и Молот» (№ 4636).
Этим же указом званием Героя Социалистического Труда были удостоены первый секретарь Кобулетского райкома партии Емени Парфёнович Такидзе, главный агроном районного отдела сельского хозяйства Василий Александрович Горделадзе и 75 тружеников-чаеводов различных сельскохозяйственных предприятий Кобулетского района.
Избирался депутатом Верховного Совета Аджарской АССР, поочерёдно Кедского, Кобулетского и Шуахевского районных Советов депутатов трудящихся.
Позднее обучался в двухгодичной партийной школе. С декабря 1952 года — председатель Шуахевского райисполкома. В последующие годы — первый секретарь Шуахевского райкома партии (февраль 1954 — апрель 1955), председатель колхоза «Ачхва» Кобулетского района (апрель 1955 — август 1958), директор винного завода в Букнари (август 1958—1961), с 1961 года до выхода на пенсию — директор дома отдыха в Кобулетском районе.
После выхода на пенсию проживал в Тбилиси. Дата смерти не установлена.
Награды
- Герой Социалистического Труда
- Орден Ленина
- Медаль «За оборону Кавказа» (01.05.1944)